# Torre del Mas d'en Sedó
La torre del Mas d'en Sedó és un edifici de Tivissa (Ribera d'Ebre) declarat bé cultural d'interès nacional.

## Descripció
Situada al sud-est del terme municipal. Torre de planta quadrangular que es troba adossada a un extrem de la façana principal del mas d'en Sedó, quedant-ne tapades dues cares. Consta de cinc nivells d'alçat, amb la base lleugerament atalussada. El coronament, originalment emmerletat, s'ha aixecat amb una coberta de teula àrab a una sola vessant, guanyant així un nivell. En dues façanes, a l'alçada de l'antic coronament, hi ha dues mènsules que podrien haver suportat un matacà. Presenta poques obertures, la majoria de dimensions força reduïdes. L'accés queda ocult dins les parets del mas. El parament dels murs és de carreus irregulars disposats en filades, amb les restes de l'arrebossat en alguns trams. El mas al qual es troba adossada està constituït per diversos cossos adossats, els més alts de tres nivells d'alçat.